# Ristar
Ristar (リスター ザ・シューティングスター?, Risutā za Shūtingu Sutā, Ristar the Shooting Star) è un videogioco a piattaforme sviluppato da Sonic Team e pubblicato nel 1995 da SEGA per Sega Mega Drive e Game Gear. Originariamente il titolo del gioco doveva essere Feel, in seguito venne ribattezzato in Ristar. Oltre ad essere incluso in raccolte quali Sonic Mega Collection, Sonic Mega Collection Plus e Sega Mega Drive Collection, Sega Mega Drive Ultimate Collection e Sega Mega Drive Classic Collection, il gioco è stato distribuito per Wii e Microsoft Windows rispettivamente tramite Virtual Console e Steam.
Protagonista di Ristar è una piccola stella antropomorfa omonima, provvista di guanti e scarpe da ginnastica, che usa le sue braccia allungabili per muoversi attraverso i livelli e combattere gli avversari che gli si parano davanti. Ristar non è stato protagonista di un sequel, nonostante fosse nelle intenzioni del suo ideatore. Tuttavia il personaggio compare in altri videogiochi tra cui Shenmue, Segagaga e Sonic & All-Stars Racing Transformed.

## Trama
Nella lontana galassia conosciuta con il nome di Sistema Valdi si stanno verificando dei disordini. Un diabolico essere alieno, Greedy, ha corrotto il leader del Sistema dei Sette Pianeti e schiavizzato gli abitanti. I cittadini inviano una disperata preghiera affinché un leggendario guerriero li salvi dal triste destino al quale sembrano essere condannati. Il figlio dell'eroe, Ristar, risponde alla loro chiamata. Sebbene egli possa anche non essere il più potente eroe della galassia, dispone di un'arma unica nel suo genere: un paio di braccia estensibili. Estendendo questi arti, Ristar è in grado di afferrare scale, manici attaccati ai soffitti e alberi o pali per arrampicarsi e superare ostacoli e burroni, oltre ad afferrare i nemici per colpirli con una violenta testata. Con queste eccezionali qualità e il suo grande coraggio, Ristar si farà strada tra i diversi pianeti fino a raggiungere la fortezza di Greedy.
Nella versione giapponese gli abitanti del pianeta Flora pregano un eroe prima che Rhio, uno scagnozzo di Greedy col potere del controllo mentale, se ne impossessi. L'accorato appello raggiunge la nebulosa di Oruto, la Dea Stella. Essa invia uno dei suoi figli, Ristar, per esaudire il desiderio degli abitanti del posto di liberarli dalla tirannia di Greedy. La versione inglese risulta diversa in quanto Oruto è stata omessa per venire sostituita da una figura paterna per Ristar, l'Eroe Leggendario, una stella cadente che protegge il Sistema Valdi. Poiché in questa versione egli è stato rapito da Greedy, spetta a Ristar il compito di andare a salvarlo.

## Modalità di gioco
Il gioco è un platform a scorrimento bidimensionale, simile ai giochi di Super Mario e Sonic (per via dello stesso team di sviluppo, Ristar è infatti più simile a quest'ultimo).
Inoltre in determinati punti dei diversi livelli è possibile trovare degli agganci speciali a cui Ristar può aggrapparsi e roteare a 360 gradi al fine di ottenere una spinta che lo porterebbe nei punti più alti di quella determinata zona. Altri agganci simili si trovano in parti nascoste del livello e aggrappandovici si viene condotti automaticamente ad un livello bonus nel quale la stellina deve cercare di afferrare, attraverso una corsa a ostacoli, una specie di trofeo per incrementare il punteggio e, insieme ad altri trofei degli altri livelli bonus, ottenere delle password da usare una volta completato il gioco.
Ogni livello si conclude con un aggancio speciale che porta Ristar a una determinata altezza per lasciare il livello con un punteggio aumentato (caratteristica presente anche nella fine dei livelli di Super Mario Bros.).
Nel gioco sono presenti sei pianeti, in ognuno dei quali vi sono due livelli, con un miniboss nel primo e uno vero e proprio quando si supera il secondo. Una volta completati tutti i pianeti, si arriva allo scontro finale con Greedy.
La salute di Ristar è rappresentata da quattro stelle presenti nella parte superiore destra della schermata di gioco.